# ガス冷却高速炉

ガス冷却高速炉の図

ガス冷却高速炉(英語: Gas-cooled fast reactor、GFR)は現在開発中の原子炉の設計。第4世代原子炉とされており、高速中性子炉で、親物質の効率的転換とアクチノイドの操作による閉じた核燃料サイクルが特徴である。
原子炉設計はヘリウム冷却系運用型の原子炉設計では、出口温度が850°C程で高い熱効率のためブレイトン密閉サイクルガスタービンが使われる。複合セラミック燃料、進展型燃料粒子、セラミック被覆アクチニド化合物など、いくらかの燃料形態は超高温で運用でき核分裂生成物 (Nuclear fission product) の優れた保持力を確保する潜在性があるとされて検討されている。炉心の構成としては燃料棒型や燃料板型の燃料集合体やだけでなく、伝統的な燃料集合体よりもよりよい冷却材循環が可能な六角柱型などが考えられている。
ガス冷却高速炉は新しい核燃料を生産すると同時に原子力発電所で電力を生産する高速増殖炉を目的に研究が進められている。

## 原子炉設計
高速炉はもともと主に増殖炉として設計された。これはガス冷却高速炉が考案された当時、既存の原子炉のためのウラン燃料の不足が差し迫っているとみられていたためである。 考えられていたウラニウム価格の高騰は起こらなかったものの、もしウラニウムの需要が今後増加すれば再び高速炉に着目されると考えられる。
ガス冷却高速炉の基礎設計は高速炉であるが、高温ガス炉とも類似している。ガス冷却高速炉は高温ガス炉の設計と比べ、炉心がより高い核分裂性の燃料、親物質、増殖成分の核分裂燃料を持っており、減速材を備えていないことが特徴となる。高い分裂性燃料を持つ燃料を持つため、高温ガス炉よりもより高出力となっている。

## 燃料
ガス冷却高速炉の設計では原子炉は高速中性子で運用され、中性子の速度を減速させるための減速材は必要としない。これはウラニウムのような既存の核燃料と違う他の燃料が利用可能になることを意味している。最も一般的なのはトリウムで、これは高速中性子を吸収してウラニウム233に崩壊する。
これはこの形式の設計が一般の形式の原子炉や燃料形式では不向きである燃料が使える増殖の特性を持つことを意味している。この特性から、最初に原子炉の反応機に燃料の挿入を行えば、燃料の補充なしに数年単位の運用が可能になる。もしこれらの原子炉が増殖に使われれば、燃料を除去したあと将来の利用のために生成された燃料を分離することが経済的である。

## 冷却材
冷却用のガスはヘリウムや二酸化炭素をはじめさまざまなものが利用できる。ガスは正のボイド係数と放射化を防ぐために中性子捕獲断面積が低いものである必要がある。ガスの使用はPWRやBWRなどの水炉の水の場合の過熱または減圧時におこる蒸気爆発のような相転移に起因する爆発の可能性を排除する。また、ガスの使用によって他の冷却材では不可能な高い動作温度が可能で熱効率が増加し、熱化学水素製造のようなエネルギーの非動力的な利用が可能となる。

## 研究史
かつて試みられた、あるいは実証された計画はすべてが黒鉛減速材の熱設計が使われており、本来のガス冷却高速炉の設計は現在までに臨界に達していない。克服すべき主な課題には高速中性子の損傷や1600度程度の高温に耐えうる炉心内部および外部の容器内構造材料の研究に加え、ヘリウム圧が低い場合に低い熱慣性や貧弱な熱除去能力などがあり、これらの問題はこれまで建設された熱中性子炉と共有されている。
引退したガス冷却実証炉には英国のドラゴン計画、ドイツのAVRとTHTR-300、アメリカ合衆国のピーチボトムとフォート・セント・ブレインなどがある。現在進行しているガス冷却実証炉では日本の高温工学試験研究炉が1999年に30MWthを達成しており、中国のHTR-10が2002年に10MWthを達成している。今後の計画では400MWth級のペブルベットモジュラー炉実証炉が南アフリカで展開予定であったが2010年に撤回された。ロシアの研究機関協会がジェネラル・アトミックスと共に600MWthのGT-MHRを設計している。2010年には、ジェネラル・アトミックスがGT-MHRの進展型であるエネルギー増幅モジュールの原子炉設計を公表した。

## 参考
1. THE GAS-COOLED FAST REACTOR SYSTEM
2. Flexibility of the Gas Cooled Fast Reactor to Meet the Requirements of the 21st Century[リンク切れ]
3. INL GFR summary[リンク切れ]
4. Generation IV International Forum GFR website